# Рагоза (приток Пеномы)
Рагоза — река в России, протекает в Павинском и Вохомском районах Костромской области. Устье реки находится в 9,6 км по правому берегу реки Пенома. Длина реки составляет 28 км, площадь водосборного бассейна 132 км².
Рагоза берёт начало в лесах близ границы с Вологодской областью в 27 км к северо-востоку от посёлка Павино. Течёт по ненаселённому лесу на северо-восток, затем на север. Русло крайне извилистое, крупнейший приток — Малая Рагоза (правый). Впадает в Пеному у деревни Рагоза.

## Данные водного реестра
По данным государственного водного реестра России относится к Верхневолжскому бассейновому округу, водохозяйственный участок реки — Ветлуга от истока до города Ветлуга, речной подбассейн реки — Волга от впадения Оки до Куйбышевского водохранилища (без бассейна Суры). Речной бассейн реки — (Верхняя) Волга до Куйбышевского водохранилища (без бассейна Оки).
По данным геоинформационной системы водохозяйственного районирования территории РФ, подготовленной Федеральным агентством водных ресурсов:
- Код водного объекта в государственном водном реестре — 08010400112110000041066
- Код по гидрологической изученности (ГИ) — 110004106
- Код бассейна — 08.01.04.001
- Номер тома по ГИ — 10
- Выпуск по ГИ — 0